# جونجو شلوی
جونجو شلوی (انگلیسی: Jonjo Shelvey؛ زادهٔ ۲۷ فوریهٔ ۱۹۹۲) یک بازیکن فوتبال اهل بریتانیا است که برای باشگاه فوتبال ناتینگهام فارست بازی می‌کند.
از باشگاه‌هایی که در آن بازی کرده‌است می‌توان به چارلتون اتلتیک، بلکپول، لیورپول، سوانزی سیتی و نیوکاسل یونایتد اشاره کرد.